# Romuald Lazarowicz
Romuald Adam Lazarowicz (ur. 11 sierpnia 1953 we Wrocławiu, zm. 2 sierpnia 2019) – polski dziennikarz, bibliotekarz, działacz opozycji w PRL.

## Życiorys
Syn Zbigniewa i Haliny Lazarowiczów, wnuk Adama Lazarowicza. W 1978 ukończył bibliotekoznawstwo na Uniwersytecie Wrocławskim. Od 1979 pracował jako archiwista w Instytucie Meteorologii i Gospodarki Wodnej we Wrocławiu.
W czasach PRL zajmował się działalnością opozycyjną. Od 1978 był kolporterem wydawnictw podziemnych. Współpracował z Klubem Samoobrony Społecznej oraz Studenckim Komitetem Solidarności. Od 1979 do 1990 był związany (jako współredaktor i autor) z „Biuletynem Dolnośląskim”. W 1980 wstąpił do NSZZ „Solidarność” - redagował gazetę plakatową Nasze Słowo.
Od 13 grudnia 1981 do maja 1982 był redaktorem naczelnym podziemnego „Z Dnia na Dzień” – pierwszego w Polsce regularnego czasopisma stanu wojennego. W 1982 współtworzył Solidarność Walczącą. Był członkiem kierownictwa Agencji Informacyjnej Solidarności Walczącej, wydającej podziemne czasopisma, m.in. ogólnopolski tygodnik „Solidarność Walcząca”, miesięcznik „Biuletyn Dolnośląski”, biuletyn „WiS” (Katowice) oraz „Serwis Informacyjny AISW”. Był współtwórcą podziemnego Radia Solidarność Walcząca, działającego na Dolnym Śląsku w latach 80. (pierwsza audycja: 27 czerwca 1982).
W 1991 został sekretarzem redakcji „Dni”. W 1995 założył firmę wydawniczą Lena. Później współpracował z Wydawnictwem Wektory Józefa Białka. Od 2002 do 2014 był redaktorem naczelnym „Opcji na Prawo”. W 2004 wszedł w skład zarządu Stowarzyszenia Dolnośląska Inicjatywa Historyczna.
Został pochowany na cmentarzu św. Wawrzyńca we Wrocławiu 12 sierpnia 2019.

## Publikacje
- Otwarta księga: o jednomandatowe okręgi wyborcze (oprac. wspólnie z Jerzym Przystawą, Wrocław – Nysa: Liga Patriotyczna, 1996
- Jednomandatowo!: ordynacja wyborcza dla Polski (współautorzy Mirosław Dakowski, Jerzy Przystawa), 1997
- Otwarta księga. O jednomandatowe okręgi wyborcze Wyd. 4 zm. (red. wspólnie z Jerzym Przystawą), Wrocław: „Spes”, 1999 ISBN 83-911421-0-8
- Dziwny rok 1989. Kalendarium wydarzeń na świecie (wspólnie z Piotrem Bielawskim), Warszawa – Janki: „Morex”, 2000 ISBN 83-86848-96-0
- Bitwa o umysł : wybór tekstów miesięcznika „Opcja na Prawo” (redakcja i wybór tekstów), Wrocław – Sadków: „Wektory”, 2003 ISBN 83-918847-0-8
- Plastikowy Delfin i inne opowiadania Wrocław: Wydawnictwo „Lena”, 2012 ISBN 978-83-930857-9-8

## Odznaczenia i wyróżnienia
W 1999 otrzymał Krzyż WiN. W 2004 był laureatem prestiżowej nagrody Kustosza Pamięci Narodowej, przyznanej przez prezesa IPN, za pracę w redakcji monumentalnego sześciotomowego zbioru Zrzeszenie Wolność i Niezawisłość w dokumentach (razem z Mieczysławem Huchlą, Józefą Huchlową i Zdzisławem Wierzbickim). W 2007 został odznaczony przez prezydenta Lecha Kaczyńskiego Krzyżem Oficerskim Orderu Odrodzenia Polski za wybitne zasługi w działalności na rzecz przemian demokratycznych w Polsce, za osiągnięcia w podejmowanej z pożytkiem dla kraju pracy zawodowej i społecznej. W 2010 nadano mu Krzyż Solidarności Walczącej. W 2016 Romuald Lazarowicz i jego żona Helena Lazarowicz zostali odznaczeni przez prezydenta Andrzeja Dudę Krzyżem Wolności i Solidarności. Pośmiertnie został odznaczony przez prezydenta Andrzeja Dudę Krzyżem Komandorskim Orderu Odrodzenia Polski za wybitne zasługi w upowszechnianiu wiedzy o najnowszej historii Polski, za działalność społeczną.